# Adalbus crassicornis
Adalbus crassicornis is een keversoort uit de familie boktorren (Cerambycidae). De wetenschappelijke naam van de soort is voor het eerst geldig gepubliceerd in 1859 door Fairmaire & Germain.